# ACT Nova Zelândia
ACT Nova Zelândia (em inglês: ACT New Zealand), geralmente conhecido como ACT, é um partido político liberal e libertário de direita, na Nova Zelândia. De acordo com o ex-líder do partido Rodney Hide, o ACT defende "liberdade individual, responsabilidade pessoal, fazendo o melhor para o nosso ambiente natural e para o governo mais pequeno e inteligente nos seus objetivos de uma economia próspera, uma sociedade forte e uma qualidade de vida que é a inveja do mundo".
O nome vem das iniciais da Associação de Consumidores e Contribuintes, fundada em 1993 por Roger Douglas e Derek Quigley, de onde o partido cresceu em 1994.
O atual líder do partido é David Seymour, que também serve como Vice-Primeiro-Ministro desde maio de 2025.

## História
O ACT Nova Zelândia foi fundado com base nos princípios do liberalismo clássico e do livre mercado, inspirado pelas reformas econômicas de Roger Douglas, ex-ministro das Finanças do Partido Trabalhista, conhecidas como "Rogernomics". Desde sua criação, o partido tem se posicionado como uma alternativa aos partidos tradicionais, promovendo políticas de redução do tamanho do governo, cortes de impostos e maior liberdade individual. Ao longo das décadas, o ACT enfrentou períodos de baixa representação parlamentar, mas recuperou relevância nas eleições de 2020 e 2023, capitalizando o descontentamento com políticas progressistas e regulamentações governamentais.

## Ideologia e Políticas
O ACT é conhecido por sua defesa de políticas que priorizam a liberdade individual e a responsabilidade pessoal. Entre suas principais propostas estão:
- Redução de impostos: Advocacia por um sistema tributário mais simples e com alíquotas mais baixas para estimular o crescimento econômico.
- Desregulamentação: Simplificação de regulamentações para empresas, especialmente pequenas e médias, para fomentar a inovação e o empreendedorismo.
- Reforma da justiça criminal: Foco nos direitos das vítimas e políticas de tolerância zero contra crimes violentos.
- Educação: Apoio a escolas charter e maior liberdade de escolha para os pais na educação de seus filhos.
- Tratado de Waitangi: Proposta do controverso Treaty Principles Bill, que busca redefinir a interpretação do Tratado de Waitangi, promovendo igualdade jurídica independentemente de etnia.

O partido também defende um aumento no orçamento de defesa, alcançando 2% do PIB em 2025, e políticas de imigração baseadas em mérito.

## Papel no Governo (2023–presente)
Desde a eleição geral de 2023, o ACT integra a coalizão governamental liderada pelo Partido Nacional da Nova Zelândia, ao lado do Nova Zelândia Primeiro. Como parte do acordo de coalizão, membros do ACT ocupam cargos ministeriais importantes, incluindo:
- David Seymour: Vice-Primeiro-Ministro e Ministro para Regulação.
- Brooke van Velden: Ministra de Assuntos Internos e Relações Trabalhistas.
- Nicole McKee: Ministra de Tribunais e Armas de Fogo.
- Andrew Hoggard: Ministro de Biossegurança e Recursos Naturais.
- Karen Chhour: Ministra para Crianças.

O ACT tem influenciado políticas de redução de gastos públicos e desregulamentação, além de liderar a introdução do Treaty Principles Bill, que passou pela primeira leitura em novembro de 2024, mas enfrenta forte oposição de grupos Māori e partidos de esquerda.

## Controvérsias
O Treaty Principles Bill tem sido o centro de controvérsias, com críticos argumentando que a legislação pode minar os direitos dos Māori garantidos pelo Tratado de Waitangi. Protestos significativos ocorreram em 2024, e o projeto continua a dividir opiniões. Além disso, as posições do ACT sobre redução de regulamentações ambientais e políticas de imigração baseadas em mérito têm sido criticadas por partidos de centro-esquerda, como o Partido Trabalhista e os Verdes.

## Eleições Locais de 2025
Em março de 2025, o ACT anunciou que participará das eleições locais de 2025, marcando a primeira vez que o partido competirá em nível municipal. A decisão reflete a estratégia de expandir sua base de apoio e influenciar políticas locais, especialmente em áreas como gestão fiscal e regulamentação urbana.

## Resultados eleitorais

### Eleições legislativas
| Data | CI. | Votos   | %            | +/- | Deputados | +/-     | Status            |
| ---- | --- | ------- | ------------ | --- | --------- | ------- | ----------------- |
| 1996 | 5.º | 126 442 | 6,1 / 100,0  |     | 8 / 120   |         | Apoio parlamentar |
| 1999 | 4.º | 145 493 | 7,0 / 100,0  | 0,9 | 9 / 120   | 1       | Oposição          |
| 2002 | 4.º | 145 078 | 7,1 / 100,0  | 0,1 | 9 / 120   | Estável | Oposição          |
| 2005 | 7.º | 34 469  | 1,5 / 100,0  | 5,6 | 2 / 121   | 7       | Oposição          |
| 2008 | 5.º | 85 496  | 3,7 / 100,0  | 2,2 | 5 / 122   | 3       | Apoio parlamentar |
| 2011 | 8.º | 23 889  | 1,1 / 100,0  | 2,6 | 1 / 121   | 4       | Apoio parlamentar |
| 2014 | 8.º | 16 689  | 0,7 / 100,0  | 0,4 | 1 / 121   | Estável | Apoio parlamentar |
| 2017 | 7.º | 13 075  | 0,5 / 100,0  | 0,2 | 1 / 120   | Estável | Oposição          |
| 2020 | 3.º | 189 760 | 7,6 / 100,0  | 7,1 | 10 / 120  | 9       | Oposição          |
| 2023 | 4.º | 254 099 | 8,96 / 100,0 | 1,4 | 11 / 123  | 1       | Governo           |